# Philodendron sonderianum
Philodendron sonderianum là một loài thực vật có hoa trong họ Ráy (Araceae). Loài này được Schott miêu tả khoa học đầu tiên năm 1857.